# Villarrica nationalpark
Villarrica nationalpark är en nationalpark i Chile. Den ligger i regionen Región de la Araucanía, i den södra delen av landet, 700 km söder om huvudstaden Santiago de Chile.
Trakten runt Villarrica nationalpark är ofruktbar med lite eller ingen växtlighet. Runt Villarrica National Park är det glesbefolkat, med 19 invånare per kvadratkilometer.